# Sécherie de pommes de pins sylvestres
La sécherie de pommes de pins sylvestres est un monument historique situé à Haguenau, dans le département français du Bas-Rhin.

## Localisation
Ce bâtiment est situé rue des Dominicains à Haguenau.

## Historique
L'édifice fait l'objet d'une inscription au titre des monuments historiques depuis 1993.